# Ptichopus hylauius
Ptichopus hylauius là một loài bọ cánh cứng trong họ Passalidae. Loài này được Fonseca & Reyes-Castillo miêu tả khoa học năm 1994.